# 丹·奎森貝瑞
丹尼爾·雷蒙·奎森貝瑞（英語：Daniel Raymond "Quiz" Quisenberry，1953年2月7日—1998年9月30日），綽號「Quiz」，為美國職棒大聯盟的投手。生涯曾效力過皇家、紅雀與巨人等隊。奎森貝瑞是一名下勾球投手。生涯5度拿下聯盟救援王，退休時拿下244次救援成功，在當時為大聯盟史上第五高。

## 職業生涯
1975年，奎森貝瑞與皇家隊簽約。他在1A初登場就投出完投勝。後來他在球季結束後升上2A，那時他早上打棒球，下午跑去超商打工。1978年，他加入了弗雷斯諾太平洋大學的棒球隊，萬一他離開了棒球界，也能繼續攻讀大學。
1979年7月8日，奎森貝瑞登上大聯盟。該年他拿下3勝2敗，防禦率3.15。1980年春訓，因為奎森貝瑞的速球控制不佳，因此總教練要求他參考海盜隊下勾球投手Kent Tekulve的姿勢。之後奎森貝瑞成為皇家隊1980年代的終結者。扣除因罷工縮短的1981年賽季，到1985年以前，奎森貝瑞每年都能拿下聯盟救援王，同時拿下美聯救援投手獎。而他幾乎每年都能進入賽揚獎票選前五名。
1983年，他以45次救援成功寫下當時大聯盟的紀錄。他也成為大聯盟首位兩次單季救援成功數超過40次的選手。1985年世界大賽第6戰，奎森貝瑞拿下勝投，皇家隊後來也拿下隊史首冠。
1983年，皇家隊和奎森貝瑞簽下長約。不過他在1988年開季表現不佳，因此他在全明星週前被皇家釋出。10天後，他加盟聖路易紅雀。1990年，巨人隊簽下奎森貝瑞。但他在巨人隊僅出賽5場比賽就撕裂旋轉肌，最後他只能選擇退休。
1996年，奎森貝瑞首度進入名人堂票選。但他未達5%得票率而遭到淘汰。2013年，他再度引薦到名人堂票選，但他再次落選。

## 個人生活
奎森貝瑞和妻子育有1子1女，並住在堪薩斯市。而他是一名虔誠的基督徒。
退休後，奎森貝瑞改行當詩人，並在1995年出版了三篇詩文。
1998年1月，奎森貝瑞原在科羅拉多州滑雪度假。但他因為出現頭痛、咬字不清和視力模糊而去就醫，並被診斷出腦內長了星細胞瘤，為腦癌的惡性腫瘤。後來他在9月去世，享年45歲。

## 生涯投球數據
| 勝投 | 敗投 | 防禦率 | 出賽場次 | 救援成功 | 投球局數 | 安打 | 失分 | 自責分 | 全壘打 | 保送 | 三振 | 暴投 | 觸身球 |
| ---- | ---- | ------ | -------- | -------- | -------- | ---- | ---- | ------ | ------ | ---- | ---- | ---- | ------ |
| 56   | 46   | 2.76   | 674      | 244      | 1043.1   | 1064 | 356  | 320    | 59     | 162  | 379  | 4    | 7      |

## 外部連結
- 球員資訊和成績在MLB，ESPN，Baseball-Reference，Fangraphs（英文）